# Христофора Малковська
Христофора Малковська (англ. Christopher Malcovsky, хресне ім'я Розмарі; нар. 19 червня 1930) — монахиня василіянка, педагог, архимандриня сестер Чину святого Василія Великого (1983—1989).

## Життєпис
Розмарі Малковська народилася 19 червня 1930 року. 14 червня 1948 року вступила до сестер василіянок провінції Матері Божої Неустанної Помочі в Юніонтауні. На облечинах отримала чернече ім'я Христофора. 30 квітня 1950 року склала перші чернечі обіти, а 28 серпня 1953 року — вічні. Була вчителькою і директоркою школи, настоятелькою монастиря і два терміни провінційною настоятелькою. Після року перерви виконувала різні обов'язки в греко-католицькій русинській єпархії Ван-Найса, у Маунт Макріна Манор (Mt. Macrina Manor) та Домі Молитви.
У 1983 році сестру Христофору було обрано Генеральною настоятелькою (архимандринею) сестер Чину святого Василія Великою. Виконувала це служіння в Римі в монастирі Генеральної курії сестер василіянок упродовж шести років. З 1991 до 2008 року знову працювала в єпархії Ван-Найса спочатку в соборі Святої Марії у Ван-Найсі, Каліфорнія, а потім у прокатедральному соборі сятого Стефана у Фініксі, Аризона. Проживає в монастирі святого Стефана у Фініксі.